# Feritcan Şamlı
Feritcan Şamlı o Ferit Can Şamlı (29 de gener de 1994) és un ciclista turc, professional des del 2014 i actualment a l'equip Torku Şekerspor. El 2015 es proclamà campió nacional en ruta.

## Palmarès
- 2011
  -  Campió de Turquia júnior en contrarellotge
- 2012
  -  Campió de Turquia júnior en contrarellotge
- 2015
  -  Campió de Turquia en ruta
  - Vencedor d'una etapa al Tour d'Ankara
- 2016
  - Vencedor d'una etapa al Tour d'Ankara